# (16408) 1986 AB
A (16408) 1986 AB a Naprendszer kisbolygóövében található aszteroida. Szuzuki Kenzó, Urata Takesi fedezte fel 1986. január 11-én.